# Mikko Huhtala
Mikko Huhtala (Lapua, 30 marzo 1952) è un ex lottatore finlandese, specializzato nella lotta greco-romana.

## Palmarès

### Giochi olimpici
- Bronzo a Mosca 1980 nei 74 kg

### Campionati mondiali
- Oro a Oslo 1981 nei 74 kg

### Campionati europei
- Argento a Prievidza 1980 nei 74 kg